# Edmund March
Pour les articles homonymes, voir March.
Edmund March, né dans les années 1920 ou 1930, à Suva, est un homme politique fidjien.

## Biographie
Fils de boulanger, il est issu de la petite communauté chinoise des Fidji durant l'époque coloniale britannique,. Il devient directeur général de l'épicerie familiale à Marks Street à Suva, et en 1971 est élu vice-président de l'Association des Sports amateurs des Fidji, qui organise la participation des athlètes fidjiens aux Jeux du Pacifique Sud.
Il entre en politique en s'engageant au Parti de la fédération nationale (PFN), parti de centre-gauche qui rassemble principalement des Indo-Fidjiens. Inscrit sur la liste électorale des « électeurs généraux » (les petites minorités ethniques), il est le candidat du parti dans la circonscription ethnique recouvrant l'ouest du pays pour les élections législatives de 1972, les premières après l'indépendance du pays en 1970. Il remporte la circonscription et entre à la Chambre des représentants. Il est le seul candidat d'un parti d'opposition à obtenir un siège alloué aux « électeurs généraux » pour ces élections, et l'un des quatre seuls députés du parti à n'être pas indo-fidjien,. Satendra Nandan le décrit comme un personnage « haut en couleur ».
Il est réélu aux élections de mars 1977,, mais le PFN se divise en factions pour les élections anticipées en septembre, et Edmund March est battu dans sa circonscription,.
Il retrouve un siège de député en remportant la circonscription « Nord » aux élections de 1987,, et siège comme simple député de la majorité parlementaire du gouvernement Bavadra, gouvernement de coalition du Parti travailliste et du PFN. Le soir du 14 mai 1987, il s'assoupit à son domicile et n'est donc pas présent dans les locaux du Parlement lorsque survient le coup d'État militaire qui renverse le gouvernement et place les ministres et les députés de la majorité en détention. Le lendemain matin, il demande à être interné avec ses camarades, et est arrêté et amené par deux soldats à la prison. Sa présence permet aux autres détenus de communiquer avec l'extérieur sans être compris par leurs geôliers : Lorsque son fils le visite, il lui parle en mandarin pour convier les messages de ses co-détenus à leurs proches.
Il n'est plus réélu après cette date. Il réside toujours à Suva dans les années 2010.